# Polyrhachis chalybea
Polyrhachis chalybea är en myrart som beskrevs av Smith 1857. Polyrhachis chalybea ingår i släktet Polyrhachis och familjen myror. Inga underarter finns listade i Catalogue of Life.